# Wilhelmshaven
Wilhelmshaven er en kredsfri by og havneby i Niedersachsen i det nordvestlige Tyskland. Siden 2006 tilhører Wilhelmshaven til Metropolregion Bremen/Oldenburg, en af de i alt elleve europæiske Storbyområder i Tyskland. Byens historie er siden indvielsen af det første tyske krigshavn "an der Jade" den 17. juni 1869 tæt forbundet med Tysklands marinehistorie. Wilhelmshaven er stadig en af den tyske marines vigtigste baser. Under 2. verdenskrig var det en marinehavneby med et stort skibsværft ”Kaiserliche Werft Wilhelmshaven“ (krigsmarinens værft). Her løb slagskibet Scharnhorst af stabelen i 1936 for i 1939 at indgå i aktiv tjeneste.
Wilhelmshaven har Tysklands dybeste dybvandshavn og er landets største oliehavn. 72 % af de tyske havnes omlastning af råolie og næsten 27 % af Tysklands råolieimport afvikles over Wilhelmshaven. Herfra fører pipelines råolien til olieraffinaderierne i Rhein-Ruhr-området og til Hamburg. Den dybe søvej indtil Wilhelmshaven præger erhvervsudviklingen og danner basis for tilflytningen af store petrokemiske virksomheder, den strømproducerende industri, logistikindustrien og andre maritime erhvervsgrene (reparationsværfter også videre).
Byen trækker med sine indkøbsmuligheder og dens turistfaciliteter turister til fra de omkringliggende feriebyer.